# Лось (Ярославская область)
Лось — поселок в Переславском районе Ярославской области.

## География
Находится в южной части Ярославской области на расстоянии приблизительно 32 км на запад-северо-запад по прямой от районного центра города Переславль-Залесский на левом берегу речки Кубрь.

## История
Поселок был отмечен на карте еще 1978 года как населенный пункт с 11 дворами. До 2018 года входил в состав Нагорьевского сельского поселения. В поселке находится охотхозяйство ФСБ.

## Население
Численность населения: 55 человек (русские 96 %) в 2002 году, 30 в 2010.